# Redneck

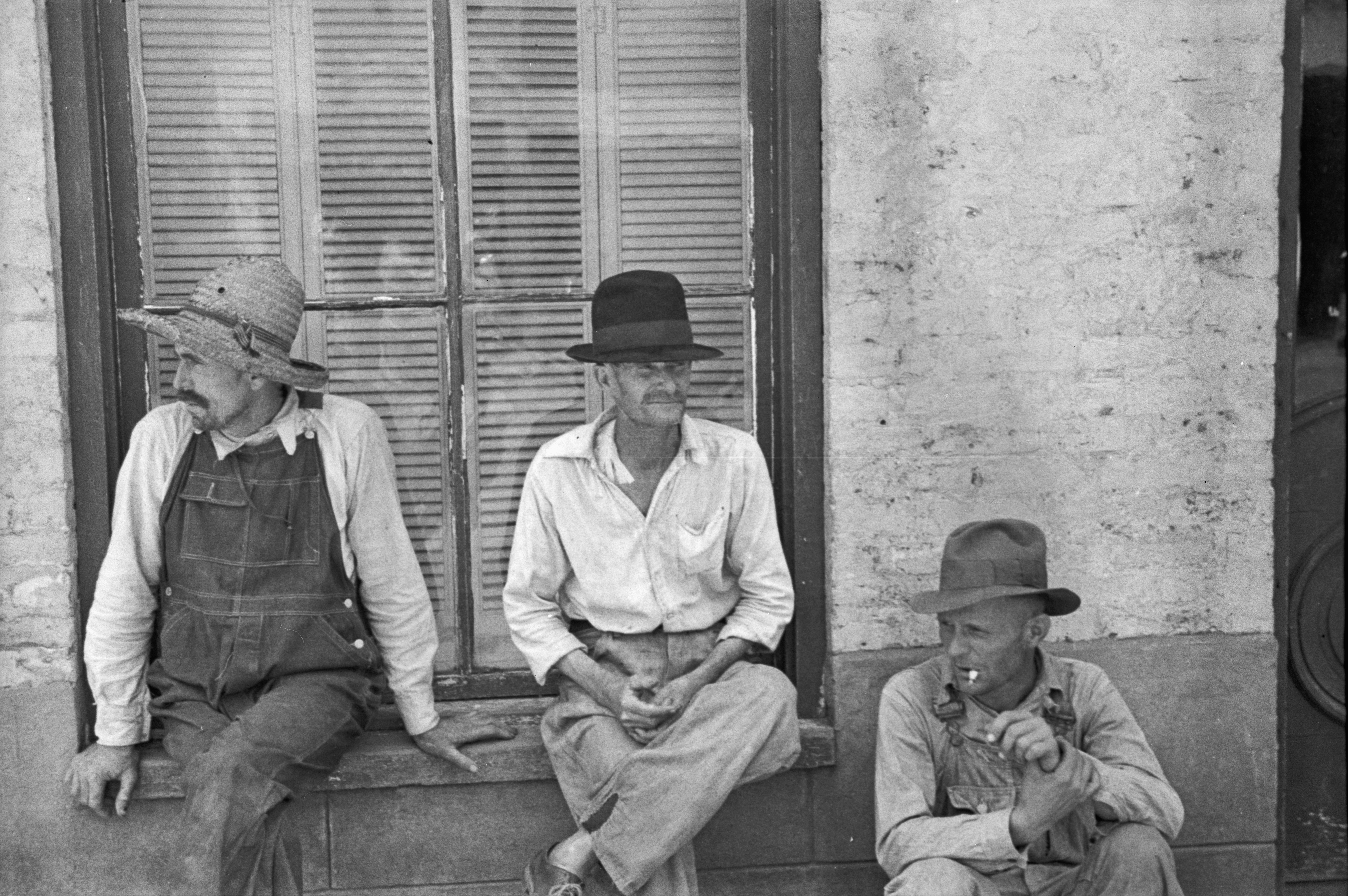
Grupa farmerów z Alabamy w latach 30. XX wieku

Redneck – historyczne, slangowe określenie o zabarwieniu pejoratywnym, określające biednych, białych farmerów na południu Stanów Zjednoczonych. Od lat 70. XX wieku oznacza w USA niewykształconą osobę o poglądach rasistowskich, bigoteryjną i sprzeciwiającą się modernizacji. Nazwa dosłownie oznaczająca czerwony (domyślnie od opalenizny) kark nawiązuje do osobistego wykonywania fizycznych prac polowych w odróżnieniu od bogatych farmerów posługujących się niewolnikami, a później pracownikami najemnymi i maszynami. Pojęciami o podobnym znaczeniu są „cracker” (w odniesieniu do mieszkańców Georgii i Florydy), „hillbilly” (w odniesieniu do mieszkańców Appalachów i wyżyny Ozarks) czy „white trash”. W środowisku amerykańskiego południa określenie „redneck” jest obecnie uznawane za symbol tożsamości i zatraciło tam swój pejoratywny wydźwięk.
Amerykańska socjolożka Arlie Russell Hochschild przypomniała, że termin "redneck" historycznie miał całkowicie odmienne znaczenie. Pochodzi od czerwonych chustek (symbolu United Mine Workers of America - największego związku zawodowego) noszonych przez robotników podczas strajków wieloetnicznych górników (imigrantów, białych i czarnych), których kopalniani strażnicy pogardliwie określali "wieśniakami". Chusty symbolizowały siłę i odwagę w solidarnej walce robotników - bez względu na ich rasę i pochodzenie - o lepszy byt dla siebie i rodzin. Strajki w Appalachach, Wirginii i Kentucky, określane były mianem "powstania", a nawet "wojen górniczych", a do najdłuższych i najcięższych walk  partyzanckich doszło w 1921 r. pod Blair Mountain.